# Staurothele rugulosa
Staurothele rugulosa är en lavart som först beskrevs av A. Massal., och fick sitt nu gällande namn av Johann Franz Xaver Arnold. Staurothele rugulosa ingår i släktet Staurothele och familjen Verrucariaceae.   Inga underarter finns listade i Catalogue of Life.